# Выборы примара Кишинёва (2007)
Выборы генерального примара муниципия Кишинёв в 2007 году прошли 3 июня (первый тур) и 17 июня (второй тур). По их результатам победу одержал представитель Либеральной партии — Дорин Киртоакэ.

## Предыстория
В 2007 году истекал период выбранных в 2003 году муниципальных советников Кишинёва. Также в Кишинёве с 2005 года, после нескольких неудачных попыток провести выборы, не было генерального примара, а его должность занимали исполняющие обязанности.
Согласно кодексу о выборах выборы примара и муниципальных советников должны происходить одновременно. Таким образом выборы генерального примара, а также муниципальных советников были назначены на 3 июня. Для признания выборов состоявшимися явка избирателей должна была составлять более 33 % из всех жителей муниципия, обладающих избирательным правом. Для победы кандидат должен набрать 50 % плюс один голос из граждан, пришедших на выборы. В случае если ни один из кандидатов не набрал более 50 % голосов, через две недели назначается второй тур выборов, в котором избирателям предлагается выбрать из двух кандидатов, набравших наибольшее количество голосов в первом туре.
Кандидаты могли подавать документы в центральную избирательную комиссию для регистрации в качестве кандидатов на выборах до 3 мая 2007 года. Всего на должность генерального примара подало заявку 18 кандидатов.
До выборов собирался баллотироваться Михаил Рошкован, однако он вышел из избирательный кампании.

## Результаты

### Первый тур
| Имя кандидата       | Представляет партию                                                                 | Количество проголосовавших | В % от общего числа |
| ------------------- | ----------------------------------------------------------------------------------- | -------------------------- | ------------------- |
| Вячеслав Иордан     | Партия коммунистов Республики Молдова                                               | 59 241                     | 27,62 %             |
| Ион Мереуцэ         | Гуманистическая партия Молдовы                                                      | 6 176                      | 2,88 %              |
| Леонид Бужор        | Альянс «Наша Молдова»                                                               | 20 914                     | 9,75 %              |
| Владимир Филат      | Демократическая партия Молдовы                                                      | 17 812                     | 8,30 %              |
| Дорин Киртоакэ      | Либеральная партия                                                                  | 52 278                     | 24,37 %             |
| Зиновья Зорина      | Партия консерваторов                                                                | 1 359                      | 0,63 %              |
| Александр Кордуняну | Христианско-демократическая народная партия                                         | 12 346                     | 5,76 %              |
| Валентин Крылов     | Избирательный блок "Patria-Родина — Общественно-политическое движение «Равноправие» | 5 795                      | 2,70 %              |
| Эдуард Мушук        | Социал-демократическая партия                                                       | 6 432                      | 3,00 %              |
| Корнелий Чуря       | Социал-либеральная партия                                                           | 1 636                      | 0,76 %              |
| Виталия Павличенко  | Национал-либеральная партия                                                         | 4 696                      | 2,19 %              |
| Светлана Мыслицкая  | Народная республиканская партия                                                     | 2 677                      | 1,25 %              |
| Людмила Болбочану   | Европейская партия                                                                  | 1 106                      | 0,52 %              |
| Дмитрий Брагиш      | Партия социальной демократии Молдовы                                                | 17 056                     | 7,95 %              |
| Петр Бодарев        | независимый кандидат                                                                | 2 664                      | 1,24 %              |
| Илья Буженица       | Экологическая Партия Молдовы «Alianta Verde (Зелёный альянс)»                       | 884                        | 0,41 %              |
| Михаил Петраке      | Центристский союз Молдовы                                                           | 806                        | 0,38 %              |
| Валентина Цапиш     | Партия закона и справедливости                                                      | 617                        | 0,29 %              |
| Михаил Рошкован     | независимый кандидат                                                                | -                          | -                   |
| Итого               | Итого                                                                               | 214 495                    | 100 %               |

### Второй тур
| Имя кандидата   | Представляет партию                   | Количество проголосовавших | В % от общего числа |
| --------------- | ------------------------------------- | -------------------------- | ------------------- |
| Вячеслав Иордан | Партия коммунистов Республики Молдова | 82 653                     | 38,83 %             |
| Дорин Киртоакэ  | Либеральная партия Молдовы            | 130 181                    | 61,17 %             |
| Итого           | Итого                                 | 212 834                    | 100 %               |